# FCエンカンプ
FCエンカンプ（FC Encamp）は、アンドーラ公国アンカム地区に本拠地を置くサッカークラブ。2011-12シーズンはアンドラリーグのセグンダ・ディビシオ（2部）に所属している。

## タイトル

### 国内タイトル
- プリメーラ・ディビシオ : 2回
  - 1996, 2002
- セグンダ・ディビシオ : 3回
  - 2006, 2009, 2012

## 過去の成績
- 2000-01　プリメーラ・ディビシオ　5位
- 2001-02　プリメーラ・ディビシオ　2位
- 2002-03　プリメーラ・ディビシオ　2位
- 2003-04　プリメーラ・ディビシオ　4位
- 2004-05　プリメーラ・ディビシオ　6位 降格
- 2005-06　セグンダ・ディビシオ　1位 昇格
- 2006-07　プリメーラ・ディビシオ　7位 降格
- 2007-08　セグンダ・ディビシオ　3位
- 2008-09　セグンダ・ディビシオ　1位 昇格
- 2009-10　プリメーラ・ディビシオ　6位
- 2010-11　プリメーラ・ディビシオ　7位 降格
- 2011-12　セグンダ・ディビシオ 　1位 昇格

## 欧州カップ戦での戦績

### UEFAインタートトカップ
| シーズン | 大会                   | ラウンド | 相手       | ホーム | アウェー | 通算 |
| -------- | ---------------------- | -------- | ---------- | ------ | -------- | ---- |
| 2003     | UEFAインタートトカップ | 1回戦    | リールセSK | 0–3    | 1–4      | 1–7  |

### UEFAヨーロッパリーグ
| シーズン | 大会       | ラウンド | 相手                           | ホーム | アウェー | 通算 |
| -------- | ---------- | -------- | ------------------------------ | ------ | -------- | ---- |
| 2002–03  | UEFAカップ | 予選     | FCゼニト・サンクトペテルブルク | 0–5    | 0–8      | 0–13 |